# Candiac
Candiac is een stad (ville) in de Canadese provincie Québec en telt 19 657 inwoners (2011).